# Oberstocken
Oberstocken est une localité et une ancienne commune suisse du canton de Berne, située dans l'arrondissement administratif de Thoune et de la commune de Stocken-Höfen.

## Histoire

Photo aérienne de Amsoldinger See, Höfen et Oberstocken (1952)

Le 1er janvier 2014, les communes de Niederstocken, Oberstocken et Höfen bei Thun ont fusionné pour former la nouvelle commune de Stocken-Höfen.